# Bernard Barber
Bernard Barber (* 29. Januar 1918; † 20. August 2006) war ein US-amerikanischer Soziologe, der wesentliche Beiträge auf dem Gebiet der Wissenschaftssoziologie leistete.

## Leben
Barber studierte Soziologie an der Harvard University; zu seinen Hochschullehrern gehörten unter anderen Talcott Parsons, Pitirim Sorokin und Robert K. Merton. 1949 wurde er mit der Arbeit “Mass Apathy” and Voluntary Social Participation in the United States am Department of Sociology der Harvard University promoviert (Ph.D.). 1952 wurde er Professor für Soziologie am Barnard College der Columbia University, wo er bis zu seiner Emeritierung tätig war.
Barber ist einer der wichtigen Vertreter der Wissenschaftssoziologie in der zweiten Hälfte des 20. Jahrhunderts, obwohl er immer Schatten seiner Lehrer Parsons und Merton stand. Mit beiden publizierte er gemeinsame Arbeiten. Sein 1952 erschienenes Buch Science and the Social Order, zu dem Merton das Vorwort schrieb, gilt als erste Gesamtdarstellung der Wissenschaftssoziologie, die von einem professionellen Soziologen verfasst wurde. In vielen seiner Arbeiten beschäftigte er sich mit der Entstehung und Entwicklung neuer wissenschaftlicher Spezialgebiete, wobei diese Arbeiten sich methodisch am Strukturfunktionalismus und an der sozialen Systemtheorie orientierten.
1995 wurde Barber mit dem John Desmond Bernal Prize der Society for Social Studies of Science ausgezeichnet. Von 1980 bis 1981 war er Präsident dieser Gesellschaft.

## Schriften (Auswahl)

### In Zeitschriften
- Talcott Parsons, Bernard Barber: Sociology, 1941–46. In: American Journal of Sociology. Band 53, Nr. 4, 1948, S. 245–257, doi:10.1086/220169.
- Bernard Barber, Robert K. Merton: Brief bibliography for the sociology of science. In: Proceedings of the American Academy of Arts and Sciences. Band 80, Nr. 2, 1952, S. 140–152, doi:10.2307/20023645.
- Bernard Barber: Structural-functional analysis: Some problems and misunderstandings. In: American Sociological Review. Band 21, Nr. 2, 1956, S. 129–135, doi:10.2307/2088512.
- Bernard Barber: Resistance by scientists to scientific discovery. In: Science. Band 134, Nr. 3479, 1961, S. 596–602, doi:10.1126/science.134.3479.596.
- Bernard Barber: Some problems in the sociology of the professions. In: Dædalus. Band 92, Nr. 4, 1963, S. 669–688.
- Bernard Barber: The emergence and maturation of the sociology of science. In: Science & Technology Studies. Band 5, Nr. 3–4, 1987, S. 129–133.

### Bücher
- Bernard Barber: Science and the Social Order. Free Press, Glencoe, Ill. 1952, S. 288.
- Bernard Barber: Social Stratification: A Comparative Analysis of Structure and Process. Harcourt, Brace & Co., New York 1957, S. xix+540.
- Bernard Barber: The Logic and Limits of Trust. Rutgers Univ. Press, New Brunswick 1983, ISBN 978-0-8135-1002-6, S. 190.
- Bernard Barber: Social Studies of Science. Transaction Publ., New Brunswick NJ, London 1990, ISBN 978-0-88738-329-8, S. 286.
- Bernard Barber: Constructing the Social System. Transaction Publ., New Brunswick NJ, London 1993, ISBN 1-56000-102-X, S. 503.
- Bernard Barber: Intellectual Pursuits. Toward an Understanding of Culture. Rowman & Littlefield, Lanham 1998, ISBN 0-8476-8859-3, S. 275.